# Estrecho de Juan Pérez
El estrecho de Juan Pérez (en inglés, Juan Perez sound) es un canal frente a la costa este de la isla Moresby en el archipiélago de Haida Gwaii de la Columbia Británica, Canadá. Lleva el nombre de Juan José Pérez Hernández, habitualmente conocido como Juan Pérez, quien fue uno de los primeros exploradores europeos en la región.
El clima en la zona es templado. La temperatura media anual en la zona es de 6 °C. El mes más cálido es julio, cuando la temperatura promedio es de 14 °C, y el más frío es diciembre, con 2 °C.